# Fábio dos Santos Barbosa
Fábio dos Santos Barbosa (Campina Grande, Paraíba, 9 de octubre de 1980) es un exfutbolista brasileño conocido simplemente como Fábio Santos. Jugaba de volante y se retiró en mayo de 2010 a causa de una lesión en la rodilla.

## Clubes
| Club           | País     | Año       |
| -------------- | -------- | --------- |
| Santo André    | Brasil   | 1999-2000 |
| Rio Branco     | Brasil   | 2001      |
| São Caetano    | Brasil   | 2002-2003 |
| CD Nacional    | Portugal | 2004      |
| Cruzeiro       | Brasil   | 2005-2006 |
| Olympique Lyon | Francia  | 2007      |
| São Paulo      | Brasil   | 2008      |
| Olympique Lyon | Francia  | 2008-2009 |
| Fluminense     | Brasil   | 2009      |
| Cruzeiro       | Brasil   | 2010      |

## Palmarés
| Título               | Club           | País    | Año  |
| -------------------- | -------------- | ------- | ---- |
| Campeonato Paulista  | São Caetano    | Brasil  | 2004 |
| Campeonato Mineiro   | Cruzeiro       | Brasil  | 2006 |
| Ligue 1              | Olympique Lyon | Francia | 2007 |
| Supercopa de Francia | Olympique Lyon | Francia | 2007 |

- Datos: Q1377766